# Aéroport international de Durban
L'Aéroport international de Durban (en anglais : Durban International Airport) (code IATA : DUR • code OACI : FADN), précédemment nommé Aéroport Louis Botha est un aéroport qui desservait la ville de Durban, en Afrique du Sud.
Cet aéroport était le plus petit des trois aéroports internationaux du pays (avec Johannesburg et Le Cap). L'aéroport a connu une décroissance de son trafic au fil des années. En 2007, l'aéroport a accueilli près de 4,4 millions de passagers. Il souffrait notamment d'un faible nombre de destinations intercontinentales (pendant longtemps, Singapore Airlines était la seule compagnie à sortir du continent africain). La majorité des vols internationaux de l'aéroport se font via Johannesburg. Il souffrait également d'une piste inadaptée à l'atterrissage de gros avions tel le Boeing 747, ce qui le pénalisait lourdement.
Pour contrer cela, un nouvel aéroport a été construit à La Mercy à 35 km au nord de Durban : l'Aéroport international King Shaka. Il a été mis en service le 1er mai 2010, pour accueillir les nombreux touristes qui ont afflué lors de la Coupe du monde de football en 2010, en Afrique du Sud.

Vols réguliers à partir de l'aéroport de Durban.